# 퓨즈 (영화)
퓨즈(Gori Vatra, Fuse)는 프랑스에서 제작된 피에르 잘리카 감독의 2003년 영화이다. 엔니스 베슬라긱 등이 주연으로 출연하였고 아드미르 케노빅 등이 제작에 참여하였다.

## 출연

### 주연
- 엔니스 베슬라긱
- 보그단 디클리치

### 조연
- 사샤 페트로빅
- 이주딘 바이로빅
- 자스나 잘리카
- 세나드 베이직
- 페자 스투칸
- 고더나 보반